# Соловьёв, Юрий Филиппович
Ю́рий Фили́ппович Соловьёв (20 августа 1925, Самарская губерния, — 2 октября 2011, Санкт-Петербург) — советский партийный и государственный деятель, первый секретарь Ленинградского обкома КПСС (1985—1989 гг.).

## Биография
Родился 20 августа 1925 года в селе Богатом Бузулукского уезда Самарской губернии (в настоящее время — Богатовский район Самарской области). В 1929 году семья переехала в Ленинград.
В 1943—1944 годах служил в Красной Армии, участник Великой Отечественной войны; демобилизован после второго (тяжёлого) ранения. С 1944 года работал военруком в средней школе.
С 1951 года, по окончании Ленинградского института инженеров железнодорожного транспорта имени академика В. Н. Образцова, работал на строительстве Ленинградского метрополитена (начальник смены, начальник участка), с 1961 года — главный инженер. Непосредственно участвовал в строительстве станций 1-й и 2-й очередей метрополитена, в том числе станций «Парк Победы», «Площадь Мира», «Невский проспект», «Горьковская», «Петроградская», «Московская». В 1967—1973 — начальник управления строительства Ленинградского метрополитена «Ленметрострой». В этот период было открыто движение по Невско-Василеостровской линии (1967), станции «Елизаровская» и «Ломоносовская» (1970), станция и электродепо «Купчино» (1972). В 1955 году вступил в КПСС.
С 1973 года — на государственных и партийных должностях: заместитель председателя Ленинградского горисполкома (1973—1974); секретарь (с 1974), второй секретарь (с 1975) Ленинградского обкома КПСС; в 1978—1984 годах — первый секретарь Ленинградского горкома КПСС. В 1984—1985 годах — министр промышленного строительства СССР.
С 8 июля 1985 по 12 июля 1989 года — первый секретарь Ленинградского обкома КПСС. В этот период открыты новые станции метрополитена: «Площадь Александра Невского»-2, «Красногвардейская», «Ладожская», «Проспект Большевиков», «Улица Дыбенко», «Озерки», «Проспект Просвещения»; построены новые учебные корпуса Ленинградского государственного университета; обновлён аэровокзал «Пулково-2»; созданы первые совместные предприятия: Лентэк, Ленимпэкс, Ленвест; зарегистрирована первая Ассоциация коммерческих банков; установлен памятник М. В. Ломоносову на Менделеевской линии.
Избирался делегатом XXV, XXVI и XXVII съездов КПСС. Член ЦК КПСС (1976—1990), кандидат в члены Политбюро ЦК КПСС (6.3.1986 — 20.9.1989). Депутат Совета Союза Верховного Совета СССР 10-11 созывов (1979—1989, от Ленинграда), член Президиума Верховного Совета СССР (1986—1989). Депутат Верховного Совета РСФСР 9-го созыва (1975—1980, от Ленинграда), член Президиума Верховного Совета РСФСР (1975—1980).
Считался «выдвиженцем» Е. К. Лигачёва. В марте 1989 года потерпел поражение на выборах народных депутатов СССР. На заседании Политбюро 28.3.1989, обсуждавшем итоги выборов, сообщил, что в Ленинграде не прошли все семь партийных руководителей, представители административных и военных кругов; считал, что избиратели голосовали не против кандидатов, а против Перестройки. В июле 1989 года во время приезда в Ленинград М. С. Горбачёва был освобождён от должности «в связи с уходом на пенсию»; сам написал заявление об отставке и предложил вместо себя Б.В. Гидаспова.
С июля 1989 года — персональный пенсионер союзного значения. Работал в Ленстройкомитете; до 1997 года — управляющий делами Санкт-Петербургского регионального центра АБ «Инкомбанк»; возглавлял также экспертный совет банка «Таврический» (Санкт-Петербург).
Скончался 2 октября 2011 года в Санкт-Петербурге. Похоронен на Волковском православном кладбище.

## Награды
- три ордена Ленина (в том числе 19.08.1975)
- орден Октябрьской Революции
- орден Отечественной войны I степени (11.03.1985)[19]
- орден Трудового Красного Знамени
- орден «Знак Почёта»[3][4]
- медаль «За отвагу» (1951)[2].

### Семья
Жена — Лидия Алексеевна Соловьёва (1.9.1925 — 13.12.2000);
- две дочери[21].